# Ноквикар
Ноквикар (англ. Knockvicar; ирл. Cnoc an Bhiocáire) — деревня в Ирландии, находится в графстве Роскоммон (провинция Коннахт) у трассы R285 между Бойлом и Каррик-он-Шанноном.